# Parker (Arizona)
Pour les articles homonymes, voir Parker.
La ville de Parker est le siège du comté de La Paz, dans l'État de l'Arizona, aux États-Unis. Lors du recensement de 2010, elle comptait 3 140 habitants.

## Démographie
| 1910 | 1930  | 1950  | 1960  | 1970  | 1980  |
| ---- | ----- | ----- | ----- | ----- | ----- |
| 420  | 1 315 | 1 201 | 1 642 | 1 948 | 2 542 |

| 1990  | 2000  | 2010  | - | - | - |
| ----- | ----- | ----- | - | - | - |
| 2 897 | 3 140 | 3 083 | - | - | - |

## Source
- (en) Cet article est partiellement ou en totalité issu de l’article de Wikipédia en anglais intitulé « Parker, Arizona » (voir la liste des auteurs).